# تومویوشی اونو
تومویوشی اونو (انگلیسی: Tomoyoshi Ono؛ زادهٔ ۱۲ اوت ۱۹۷۹) بازیکن فوتبال اهل ژاپن است.